# Rezerwat przyrody Prządki im. prof. Henryka Świdzińskiego
Prządki im. prof. Henryka Świdzińskiego (do 2009 roku Prządki) – rezerwat przyrody nieożywionej położony między miejscowościami Korczyna i Czarnorzeki w gminie Korczyna w województwie podkarpackim. Leży w obrębie Czarnorzecko-Strzyżowskiego Parku Krajobrazowego, tuż przy drodze Krosno–Rzeszów.
- numer według rejestru wojewódzkiego – 9
- powierzchnia – 13,28 ha[3] (akt powołujący podawał 13,62 ha)
- dokument powołujący – M.P. z 1957 r. nr 18, poz. 143
- rodzaj rezerwatu – przyrody nieożywionej[3]
  - typ rezerwatu – geologiczny i glebowy
  - podtyp rezerwatu – form tektonicznych i erozyjnych
  - typ ekosystemu – leśny i borowy
  - podtyp ekosystemu – lasów mieszanych górskich i podgórskich[3]
- cel ochrony – zachowanie grupy skał piaskowych wyróżniających się charakterystycznymi formami wytworzonymi wskutek erozji eolicznej[3]

Rezerwat obejmuje grupę ostańców skalnych, o wysokości do ponad 20 m, zbudowanych z gruboziarnistego piaskowca ciężkowickiego, który pod wpływem erozji przybrał oryginalne kształty. Poszczególne skały posiadają własne nazwy, m.in.: Prządka-Matka, Prządka-Baba, Herszt, Madej. Nazwa rezerwatu pochodzi od legendy głoszącej, że skały są dziewczętami zamienionymi w kamień, ukaranymi za przędzenie lnu w święto. Najwyżej położony punkt tego rezerwatu znajduje się na wysokości 520 m n.p.m.
Prządki mają status rezerwatu od 1957 roku i są jedynym rezerwatem skalnym w południowo-wschodniej Polsce.
W 2009 rezerwat Prządki został nazwany na cześć prof. Henryka Świdzińskiego – geologa, specjalisty geologii regionalnej Karpat oraz geologii złóż ropy naftowej i gazu ziemnego, autora dwóch prac dotyczących Prządek w okresie międzywojennym.
Przez teren rezerwatu nie przebiegają na razie żadne szlaki dla ruchu pieszego, tak więc przebywanie w granicach rezerwatu jest naruszeniem przepisów, które zabraniają poruszania się poza wyznaczonymi szlakami. W sąsiedztwie północnej granicy rezerwatu biegnie czarny szlak wyznaczony przez Polskie Towarzystwo Turystyczno-Krajoznawcze w Krośnie.
W pobliżu rezerwatu znajdują się ruiny XV-wiecznego zamku Kamieniec w Odrzykoniu.

Rezerwat Prządki im. prof. Henryka Świdzińskiego
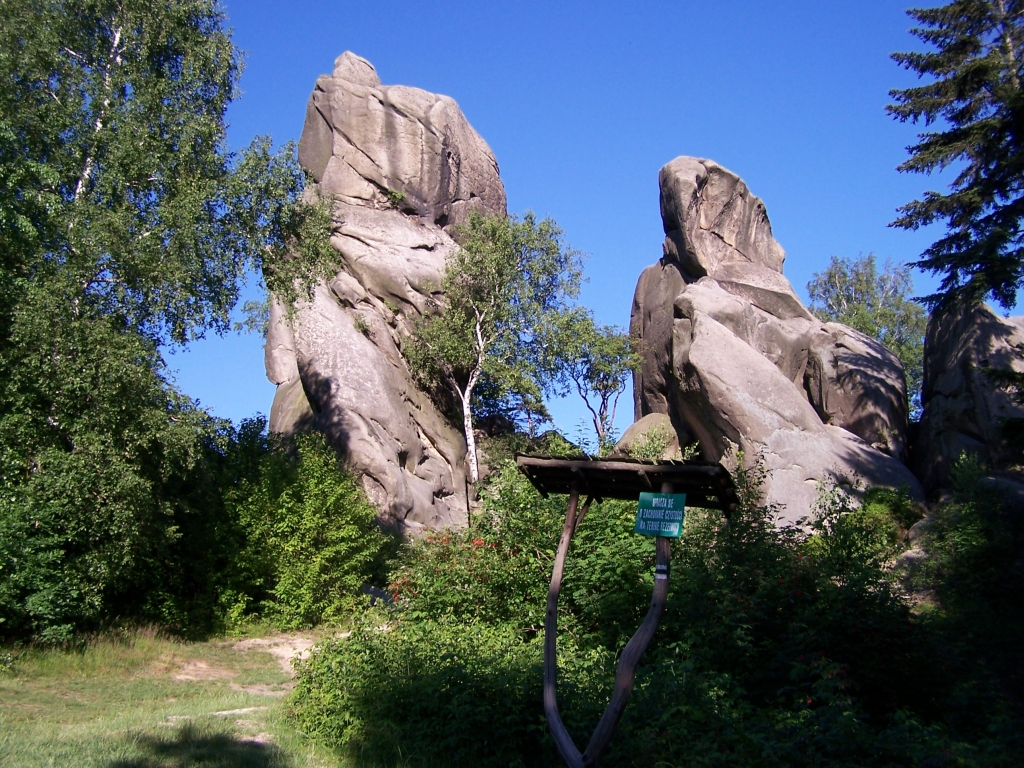
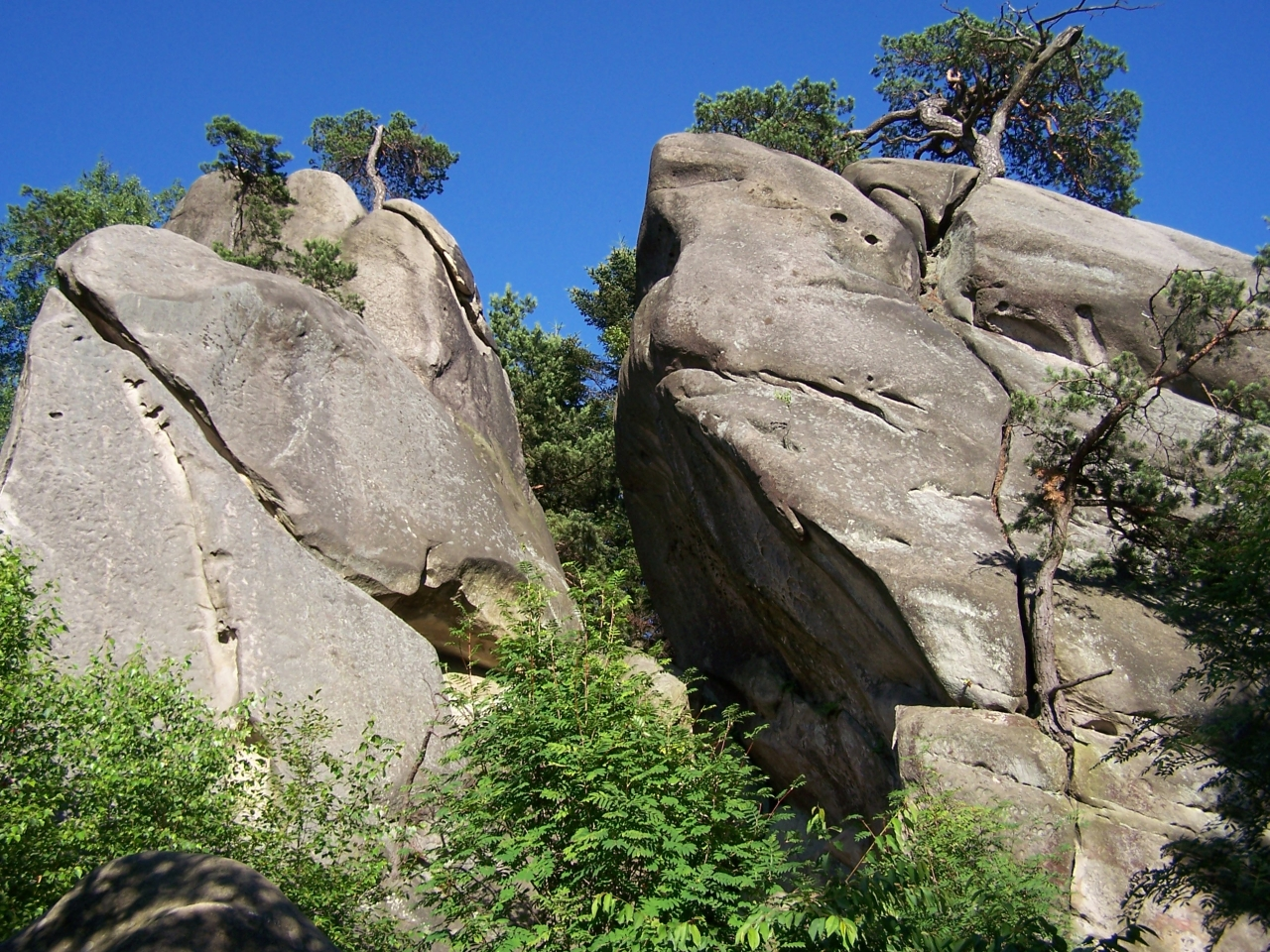
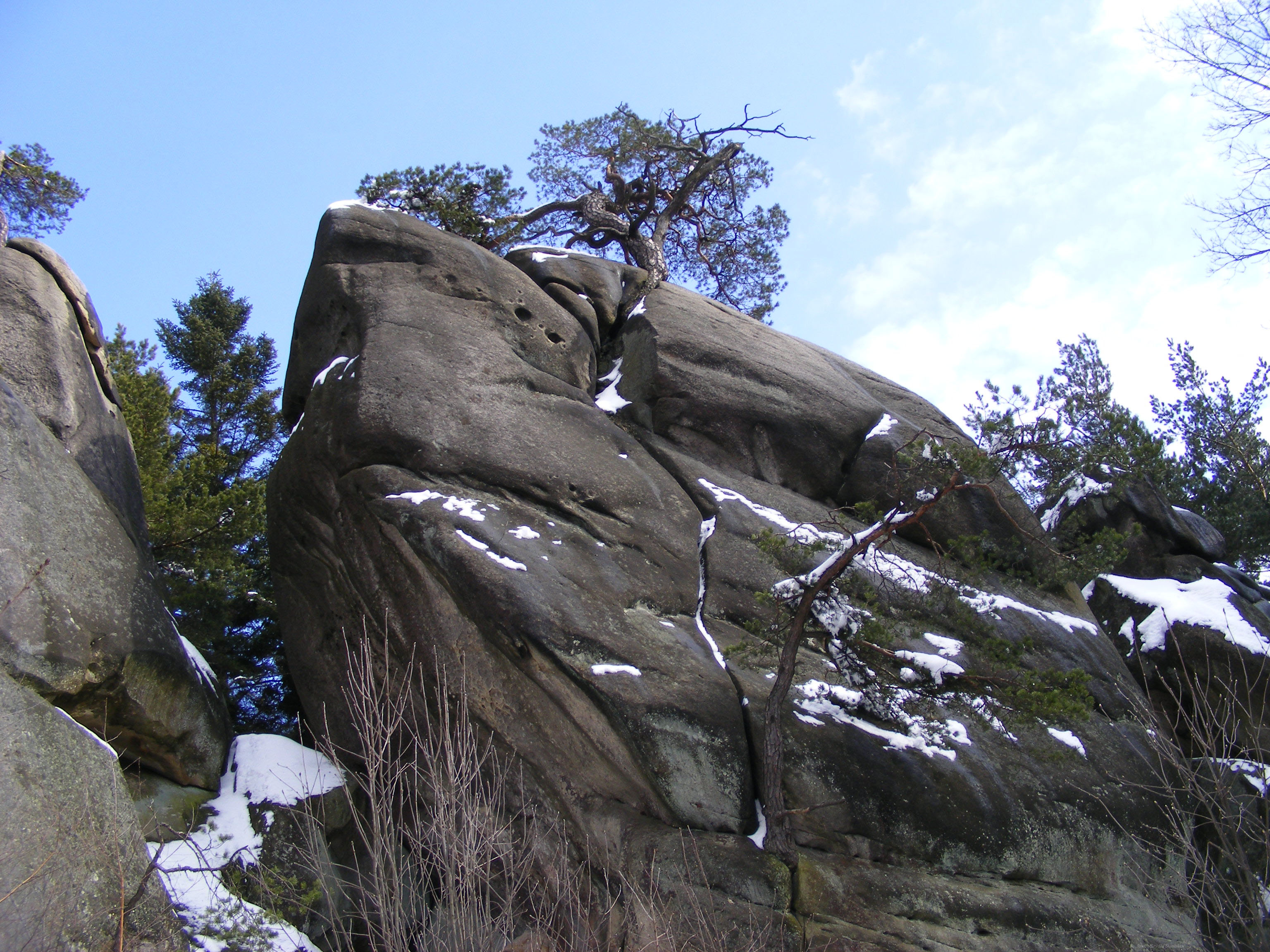